# MacMillan Yard

Der MacMillan Yard ist ein Rangierbahnhof der Canadian National Railway (CN) in Vaughan, Ontario. Er liegt etwa 20 Kilometer nördlich des Stadtzentrums von Toronto und erstreckt sich über sechs Kilometer in Nord-Süd-Richtung. Der aus zwei Flachbahnhöfen bestehende Toronto Yard  wurde Mitte der 1960er Jahre erbaut (seit 1975 MacMillan Yard) und in den 1990er Jahren mit ferngesteuerten Rangierlokomotiven und Gleisbremsen nahezu vollautomatisiert. Er ist der größte Rangierbahnhof im Netz der CN mit einer täglichen Kapazität von 3.000 Güterwagen.

## Geschichte

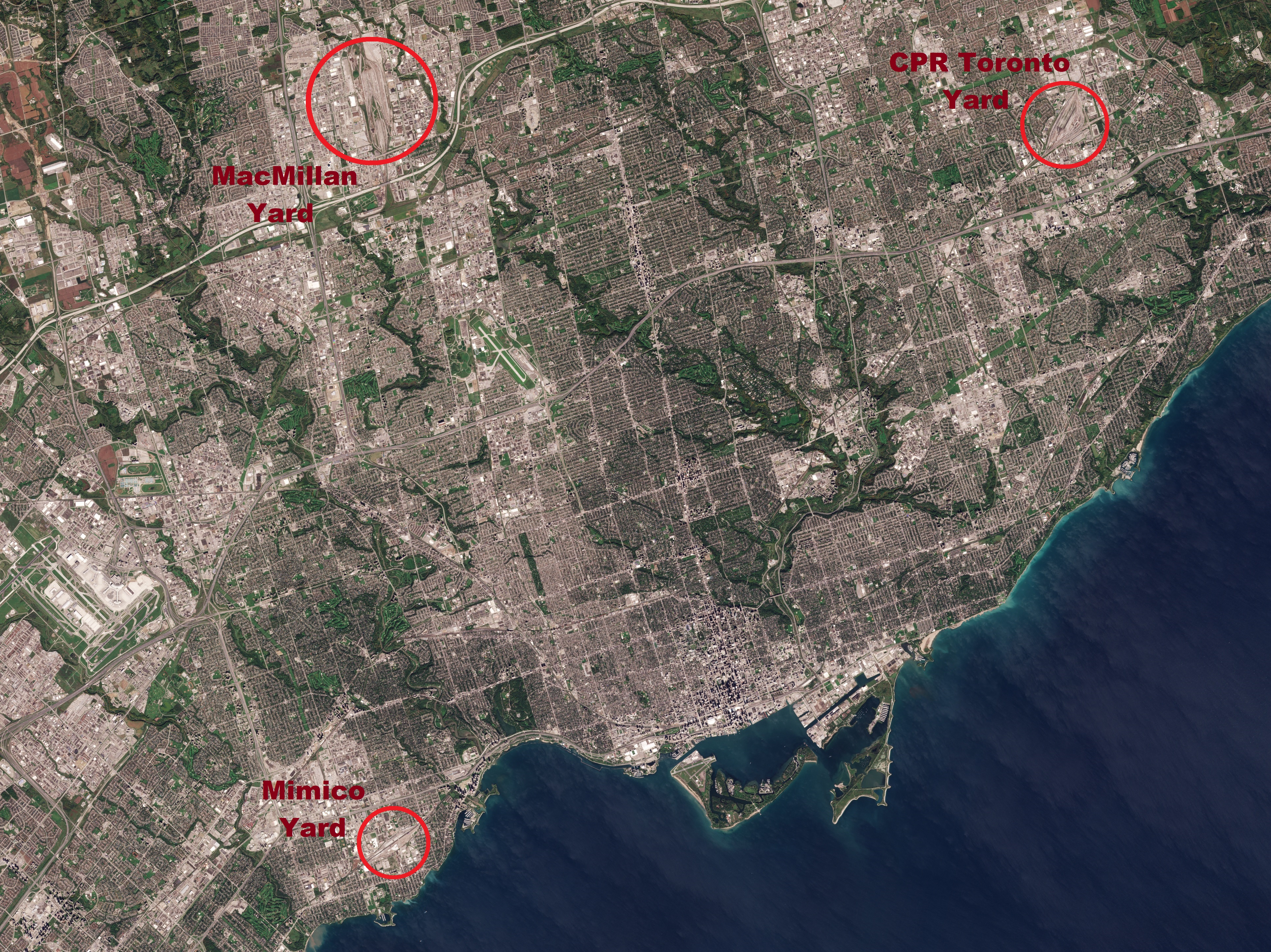
Lage des ehemaligen Mimico Yard (CN, unten), des CPR Toronto Yard (CPR, oben rechts) sowie des MacMillan Yard (CN, oben links) im Großraum Toronto (2018)

Anfang der 1960er Jahre begannen die beiden kanadischen Class-1-Eisenbahngesellschaften je einen großen Rangierbahnhof in der Greater Toronto Area zu errichten. Der CPR Toronto Yard der Canadian Pacific Railway (CPR) in Agincourt (Scarborough) wurde 1964 eröffnet und der Toronto Yard der CN in Vaughan ein Jahr später im Mai 1965. Im Zuge des Neubaus wurde der Frachtverkehr der CN vom Mimico Yard nahe dem Stadtzentrum auf den neuen Rangierbahnhof im Norden verlagert; das Gelände des ehemaligen Bahnhofs in Mimico wird heute hauptsächlich von GO Transit (Willowbrook Yard) und VIA Rail Canada (VIA Toronto Maintenance Centre) genutzt. Im Jahre 1975 erhielt der Rangierbahnhof zu Ehren des ehemaligen Präsidenten der CN Norman J. MacMillan den Namen MacMillan Yard.
Ende der 1980er Jahre entwickelte die CN ein System zur Funkfernsteuerung von Rangierlokomotiven, mit dem in den 1990er Jahren ein Großteil aller Rangierbahnhöfe der CN und CPR in Kanada ausgerüstet wurden. Dadurch konnte die Automatisierung der Bahnhöfe weiter vorangetrieben werden, wobei die Bedienung der Lokomotiven heute vom Bodenpersonal mittels tragbarer Steuerungsmodule (Beltpack) und der Zugbildungsprozess hinter dem Ablaufberg durch vom Stellwerk ferngesteuerte Gleisbremsen erfolgt. Der komplette Rangiervorgang wird computergestützt von Stellwerk aus überwacht. Zudem sind die Lokomotiven und Güterwagen mit Transpondern ausgestattet und deren Positionen werden mittels GPS ständig kontrolliert, wodurch im Notfall beim Verlassen definierter Bereiche automatisch ein Nothalt der Rangierlokomotiven erfolgen kann. In den 2000er Jahren setzte sich das System auch in den USA durch und wird heute von allen Class-1-Eisenbahngesellschaften eingesetzt.

## Beschreibung

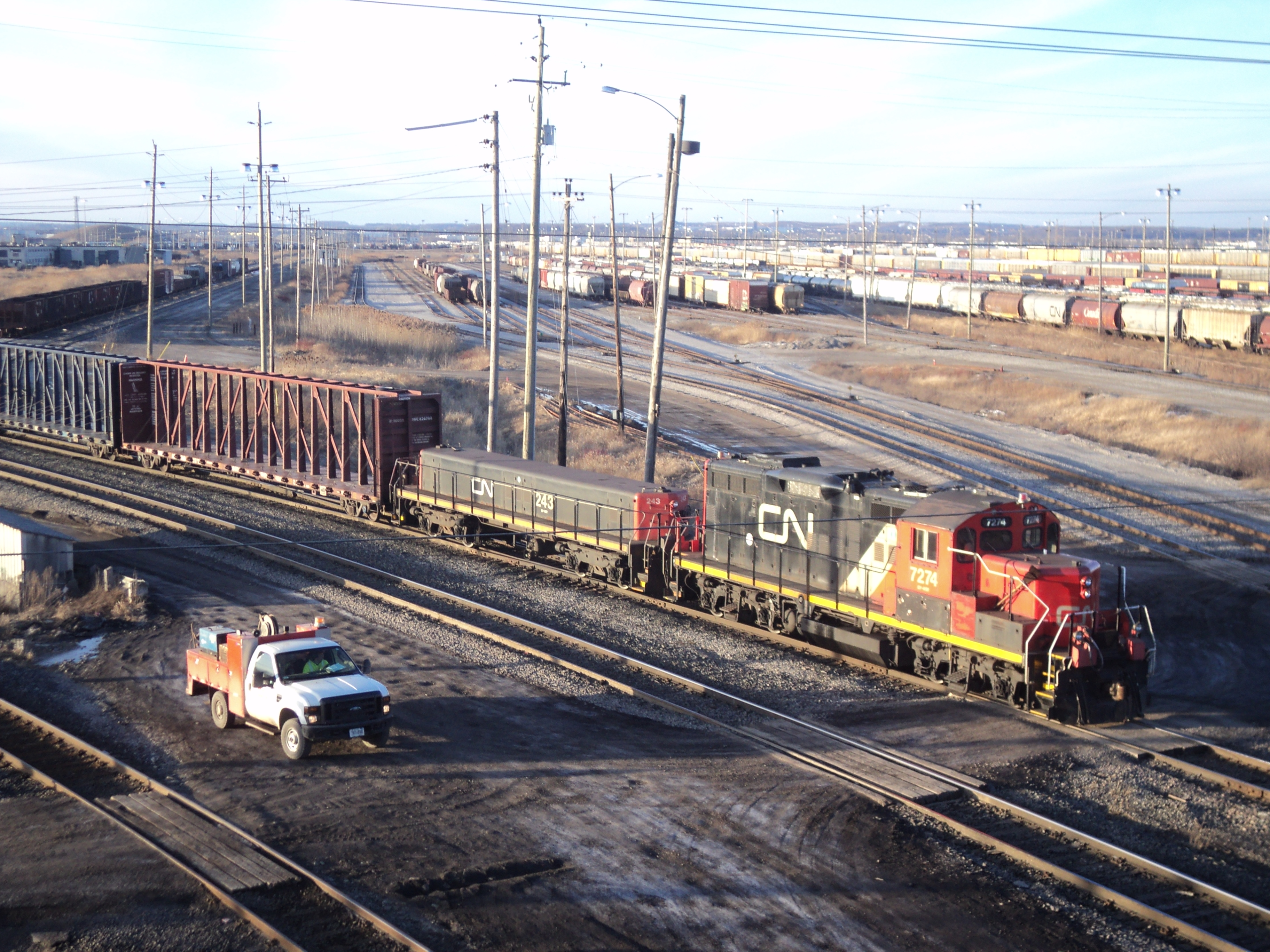
Rangierlokomotive mit Slug auf dem MacMillan Yard 2015

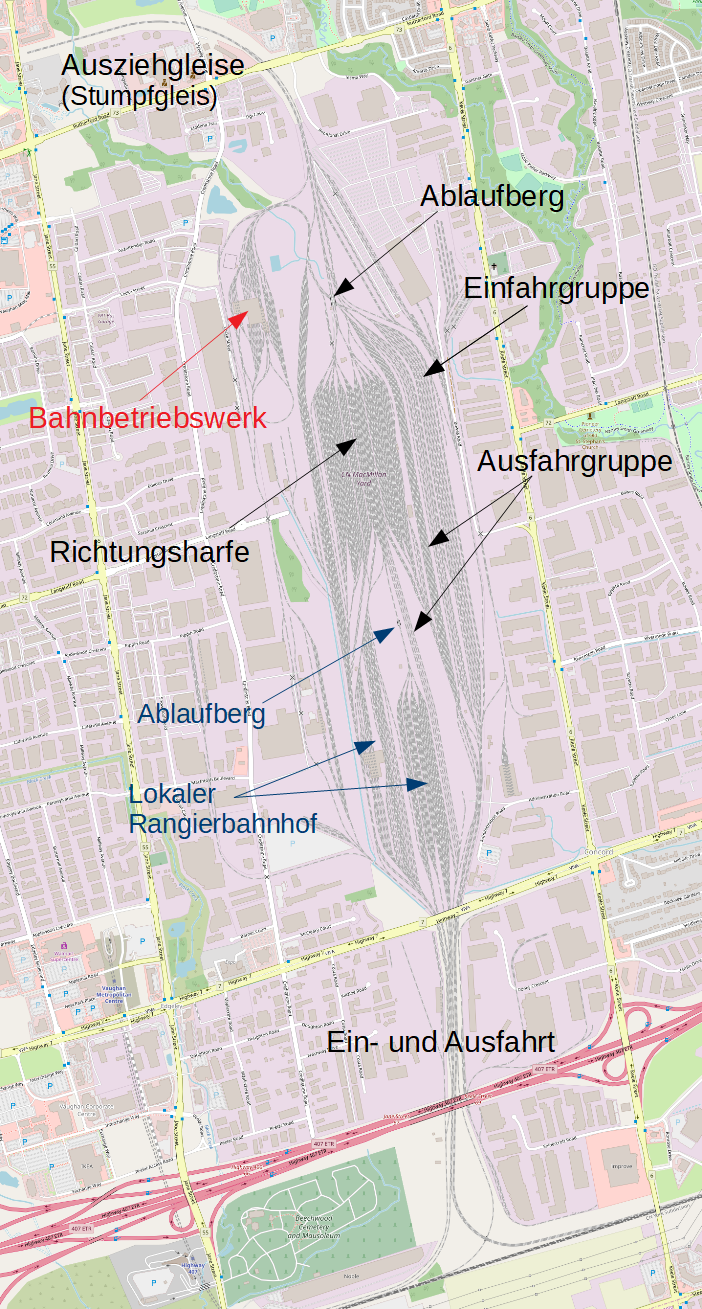
Gliederung des als Kopfbahnhof ausgelegten Rangierbahnhofs

Der Rangierbahnhof wurde als Kopfbahnhof ausgelegt und besteht aus zwei Flachbahnhöfen, die in Nord-Süd-Richtung hintereinanderliegen; die Ein- und Ausfahrgruppen sind seitlich angeordnet. Die Zu- und Ausfahrt zum Bahnhof erfolgt von Süden aus. Für den Rangiervorgang werden die zu zerlegenden Wagenzüge aus der Einfahrgruppe über zwei Ausziehgleise im Norden (Stumpfgleise) hinter den Bahnhof gezogen und dann nach Süden über den ersten Ablaufberg geschoben; dieser ist ebenfalls zweigleisig für einen Parallelbetrieb ausgelegt. Die Zugbildung erfolgt dann in der ersten Richtungsharfe im Norden oder nach dem zweiten eingleisigen Ablaufberg in der südlichen Richtungsharfe. Bis Ende des 20. Jahrhunderts besaßen diese 72 bzw. 50 Gleise. Die Konfiguration wurde aber in den 2010er Jahren dahingehend geändert, dass für eine zusätzliche Ausfahrgruppe mit vier Gleisen die südliche Richtungsharfe auf 33 Gleise reduziert wurde. Die nördliche Hauptrichtungsgruppe gliedert sich in acht Untergruppen mit je neun Gleisen, wobei sich die mittleren ein Gleis teilen und die Gesamtzahl daher nur 71 beträgt; da als Zufahrt zum zweiten Ablaufberg auch einige der mittleren Gleise benötigt werden, liegt die nutzbare Gleiszahl noch darunter.
Der MacMillan Yard erstreckt sich über eine Fläche von etwa 160 Hektar und ist der größte Rangierbahnhof im Netz der CN. Mit der Stilllegung der großen Rangierbahnhöfe in Montreal (Taschereau Yard) und Edmonton (Walker Yard) ist er heute einer von vier verbliebenen großen Rangierbahnhöfen der CN, wobei sich zwei davon in den USA befinden. Der nördliche Flachbahnhof hat täglich einen Durchsatz von etwa 2000 Güterwagen und der südliche von etwa 1000, wobei dieser nur für den lokalen Güterverkehr genutzt wird.